# Traneberg, Lidköpings kommun
Traneberg är en herrgård i Otterstads socken i Lidköpings kommun, beläget på Kållandsö.
Gården har en över 1000-årig historia med många av de kända adelssläkterna i svensk historia som ägare genom århundradena. I mitten på 1600-talet köptes gården av Magnus Gabriel de la Gardie. Vid den tiden omfattade Tranebergs ägor ca. 1700 ha. Han överlät gården till sin syster, Maria Sofia De la Gardie, som bröllopsgåva. Hon var en mycket framgångsrik affärskvinna och lät bland annat utvinna järnmalm på Traneberg.
I början av 1800-talet bodde poeten och lagmannen Carl von Becker på Traneberg.
Under modern tid har Traneberg drivits som en djur-, skogs- och spannmålsgård. Från 2005 finns en 18-håls golfbana.